# Nikon (Fomiczow)
Nikon, imię świeckie Nikołaj Wasiliewicz Fomiczow (ur. 9 maja?/22 maja 1910 w Petersburgu, zm. 13 kwietnia 1995 tamże) – rosyjski biskup prawosławny.

## Życiorys
Urodził się w rodzinie urzędniczej. W 1936 ukończył studia w instytucie transportu kolejowego w Leningradzie, uzyskując tytuł inżyniera energetyka. Pracował w zawodzie do 1945, równocześnie służąc jako hipodiakon kolejnych metropolitów leningradzkich. 17 czerwca 1945 metropolita leningradzki Grzegorz wyświęcił go na diakona, zaś 12 maja 1946 – na kapłana, kierując go do pracy duszpasterskiej w różnych cerkwiach Leningradu. W tym samym roku Nikołaj Fomiczow podjął również w trybie eksternistycznym naukę w seminarium duchownym w Leningradzie, którą ukończył w 1950 z tytułem kandydata nauk teologicznych. Od 1950 do 1952 był proboszczem parafii św. Włodzimierza w Lisim Nosie, zaś od 1952 do 1953 – parafii Podwyższenia Krzyża Pańskiego w Pietrozawodsku. Następnie od 1953 do 1956 był proboszczem parafii przy soborze Przemienienia Pańskiego w Żytomierzu, proboszczem soboru w Wielkich Łukach (1956–1958), służył w cerkwiach w Nowej Ładodze (1958– 1960) i ponownie w Leningradzie (1960–1962).
11 sierpnia 1962 w Ławrze Troicko-Siergijewskiej złożył wieczyste śluby mnisze z imieniem Nikon na cześć świętego mnicha Nikona z Radoneża. Trzy dni później otrzymał godność archimandryty. 26 sierpnia 1962 miała miejsce jego chirotonia na biskupa wyborskiego, wikariusza eparchii leningradzkiej, w której jako konsekratorzy wzięli udział metropolita leningradzki i ładoski Pimen, arcybiskup jarosławski i rostowski Nikodem, arcybiskup możajski Leonid (Polakow), biskup dmitrowski Cyprian oraz biskup talliński i estoński Aleksy. Od listopada tego roku nosił tytuł biskupa łuskiego, pozostając wikariuszem eparchii leningradzkiej.
W 1963 przeniesiony na katedrę ryską i łotewską, sprawował urząd przez trzy lata, do momentu ponownego przeniesienia do eparchii archangielskiej i chołmogorskiej. Następnie od 1977 do 1982 kierował eparchią kałuską i borowską, od 1977 jako arcybiskup. Od 1982 do 1984, gdy odszedł w stan spoczynku, był arcybiskupem permskim i solikamskim. Żył od tej pory w Leningradzie, regularnie odprawiał nabożeństwa w cerkwi Włodzimierskiej Ikony Matki Bożej w tym mieście oraz w cerkwi św. Pantelejmona w Siestroriecku. Zmarł po krótkiej chorobie w 1995 i został pochowany na cmentarzu Ławry św. Aleksandra Newskiego.